# إكسيكويل زيبالوس
إسيكييل ثيبايوس (مواليد 24 أبريل 2002) هو لاعب كرة قدم أرجنتيني يلعب في مركز الجناح في نادي بوكا جونيورز.